# Pip-Boy

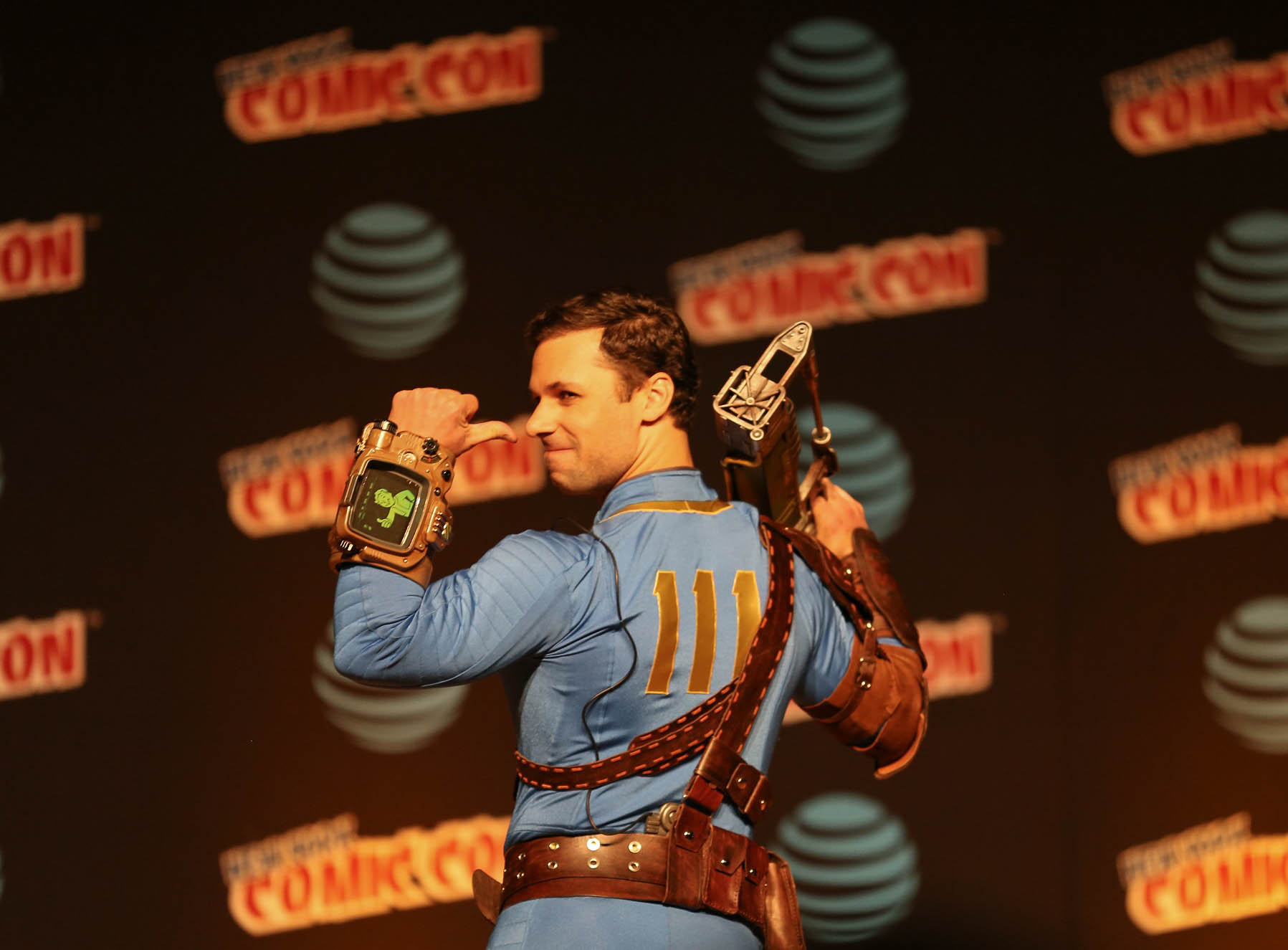
Un cosplayer del «superviviente» de Fallout 4 con una réplica del Pip-Boy (brazo izquierdo).

El Pip-Boy es una computadora portátil ficticia en la saga de videojuegos postapocalíptica Fallout. El dispositivo fue fabricado en su universo por la corporación RobCo Industries antes de la guerra nuclear y es capaz de realizar numerosas funciones que varían según el modelo. En los juegos de Fallout funciona como una forma diegética para que el jugador acceda al menú y administre su inventario. El Pip-Boy ha sido calificado como una de las herramientas más icónicas de Fallout y de los videojuegos en general, y ha sido elogiado por su diseño, así como comparado con computadoras portátiles del mundo real. 
Los fanáticos de la serie han construido muchas réplicas funcionales del Pip-Boy; por su parte, Bethesda, desarrolladores de Fallout 3, Fallout 4 y Fallout 76, lanzó una réplica junto a una edición de Fallout 4 la cual se puede usar junto con una aplicación de teléfono. Con el lanzamiento de Fallout 76 también lanzaron una versión del Pip-Boy 2000, que es la que se utiliza en el videojuego. En los títulos desarrollados por Interplay, el Pip-Boy sirve como una pantalla de menú, sin embargo, en los juegos de Bethesda, aparece pegado al brazo del personaje del jugador y se ve desde una perspectiva en primera persona. Este Pip-Boy más nuevo contiene un mapa, un rastreador de misiones, una radio y una linterna.

## Desarrollo
Leonard Boyarsky, uno de los diseñadores principales de Fallout, afirmó que diseñó el Pip-Boy en torno a su preferencia por la «tecnología antigua y tosca» y no con el retrofuturismo en mente. El diseño estaba hecho para parecer que «no era tan confiable», pero que se podía utilizar para mostrar que «el mundo no estaba funcionando del todo». La interfaz de usuario estaba destinada a sentirse como un objeto dentro del universo, lo cual era raro en ese momento. Anthony Postma, diseñador de Interplay, fue el encargado del diseño del dispositivo. Cuando Bethesda Softworks adquirió la franquicia, aumentó su temática retrofuturista. El rediseñado Pip-Boy 3000 reflejó la estética streamline moderne y se veía más elegante y pulido, sin dejar de ser relativamente voluminoso. El nuevo Pip-Boy también careció de la mascota dibujada en su superficie y los tubos de vacío expuestos en el original, esto para que encajara en el brazo del jugador. Sin embargo, estos elementos regresaron con el Pip-Boy 2000 Mark VI de Fallout 76.

## Recepción

La pantalla principal del Pip-Boy 3000, mostrando su monitor monocromático y el uso del personaje Vault Boy.

El Pip-Boy es un símbolo que define a la serie Fallout. Khee Hoon Chan de USgamer lo calificó como «una de las herramientas más icónicas en la historia de los videojuegos» y también afirmó que «la transformación del dispositivo es [...] emblemática de la divergencia de la serie». Gran parte de la notoriedad del Pip-Boy se debe a su diseño, que ha reflejado el surgimiento de la tecnología portátil posterior en el mundo real, y también ha inspirado directamente la creación de dispositivos funcionales, tanto por parte de fanáticos como de ingenieros. En 2010, Sean Hollister de Engadget comparó la unidad de GPS Itronix GD300 de General Dynamics que se monta en la muñeca con el diseño del Pip-Boy y dijo: «no diremos si captará estaciones de radio post-apocalípticas a medida que desarrollas tu misión». De manera similar, Mike Fahey de Kotaku comparó los prototipos de pantallas OLED montadas en la muñeca desarrollados por L-3 Display Systems para su uso en el ejército de los Estados Unidos con los Pip-Boys, y los llamó «otro buen ejemplo de la tecnología PIPBoy en la vida real». Los fanáticos han creado numerosas réplicas funcionales, utilizando tecnología como Raspberry Pi. En 2014, un equipo de codificadores creó una réplica funcional para el desafío SpaceWearables: Fashion Designer to Astronauts de la NASA. También se construyeron réplicas para venta comercial y ThinkGeek diseñó una «Edición Bluetooth Deluxe».

### Controversia deFallout 4Pip-Boy Edition
En la primera rueda de prensa del E3 de Bethesda en 2015, Todd Howard declaró que Bethesda lanzaría una versión de lujo de Fallout 4 que contenía un Pip-Boy y dijo: «El Pip-Boy es una parte importante de Fallout y nos encanta tanto que hicimos uno real». Sin embargo, esto generó críticas cuando se reveló que el Pip-Boy era una carcasa de plástico no funcional para un teléfono inteligente, donde este funcionaría como la pantalla del Pip-Boy.  Asimismo, solo funcionó con una limitada cantidad de teléfonos, porque los que eran «grandes» se citaron como un obstáculo para que la réplica funcionara correctamente. Timothy J. Seppala de Engadget lo llamó una «carcasa de teléfono inteligente glorificada» y mencionó que, si bien era cómoda de usar, la aplicación Pip-Boy funcionaba mejor en una pantalla más grande. Seppala afirmó: «los cosplayers (y los revendedores de eBay) probablemente se comerán esto [pero] una vez que la novedad del Pip-Boy desaparezca, el resto de nosotros no lo usaremos mucho». Por su parte, Jarkendia de Vida Extra comentó que era «un mero espejismo de lo que tendría que haber sido» porque era más un «gadget estético que funcional». También se criticó la disponibilidad limitada de la edición, ya que las réplicas se agotaron casi tan pronto como se pusieron a la venta, lo que enfureció a los fanáticos y los revendedores aprovecharon para incluir sus ediciones en eBay. Sin embargo, como alternativa, algunos fanáticos crearon Pip-Boys imprimibles en 3D con espacio para una computadora personalizada en el interior y una casetera funcional.